# Осје
Осје (лат. arista) – једнина ос или осак – јесте влакнаста заоштрена бодља или дуго шиљата љуска плевице или плеве, на класићу или класју биљака. Као и плева, осје је карактеристично пре свега за многе (али не и све) чланове породице трава (Poaceae), нарочито за житарице. Код појединих представника главочика (Asteraceae) јавља се у виду круте зашиљене иглице на папусу.

## Као ботанички термин
Постоји унутрашње и спољашње осје. Код жита (Triticum vulgare) у зависности од врсте, унутрашње осје може бити са длакама или без њих, делимично длакаво, те длакаво само при врху.
Осје често није само присутно код биљака у развоју, већ остаје и с плодовима (зрном) након сазревања. Такво осје на крајевима сувих класића може играти значајну улогу у расејавању и дистрибуцији семена.
Присуство, величина, облик и друге карактеристике осја важна је дијагностична карактеристика и може послужити у таксономске сврхе – детерминацију врсте.
Морфолошки гледано, термин ос се такође користи за средишњу вену листа или осовину лиске (лат. lamina). Облик лисне оси може бити раван, закривљен или, попут оног од ковиља (Stipa), спирално уврнут.
| |  |  |
| Осје житарица: клас јечма (Hordeum vulgare), ражи (Secale cereale) и француског љуља (Arrhenatherum elatius) |  |  |